# Banqiao, Yongchuan
Banqiao (kinesiska: 板桥) är en köping i sydvästra Kina. Den ligger i stadsdistriktet Yongchuan i storstadsområdet Chongqing, omkring 60 kilometer väster om det centrala stadsdistriktet Yuzhong. Antalet invånare är 22 725. Befolkningen består av 11 416 kvinnor och 11 309 män. Barn under 15 år utgör 21,0 %, vuxna 15-64 år 63 %, och äldre över 65 år 15,0 %.